# Gasthaus zum Hirschen (Scheidegg)

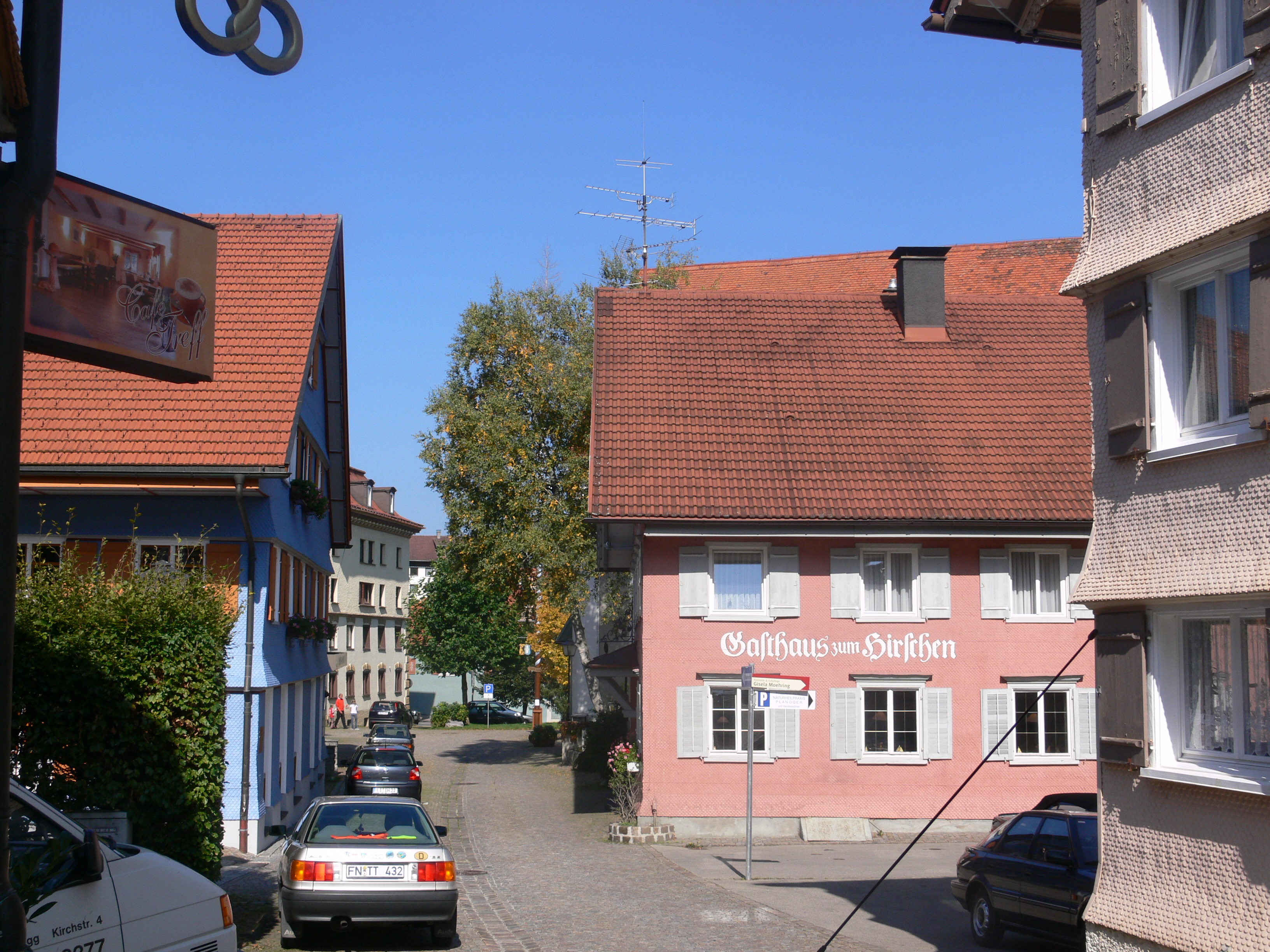
Gasthaus zum Hirschen in der Kirchstraße 1

Das Gasthaus zum Hirschen ist ein 1698 eröffnetes Gasthaus mit kleinem Biergarten in Scheidegg im schwäbischen Landkreis Lindau (Bodensee) mit einer über 300-jährigen Wirtshaustradition.

## Geschichte

### Weinwirt ohne Schild (1698–1915)

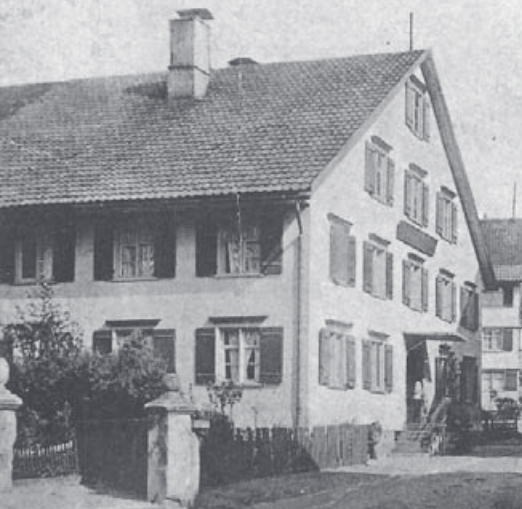
„Weinwirt ohne Schild“ (um 1900)

Der Gaststättenbetrieb wurde 1698 als „Weinwirt ohne Schild“ eröffnet, also ohne Schildgerechtigkeit, mit der früheren Dorfhausnummer 8 von Leonhard und Anna Maria Walser. 1738 übernahmen Gallus und Anna Walser das Lokal, 1770 Peter und Maria Rädler zusammen mit Gallus und Katharina Hitz, geborene Rädler. 1806 übernahm Franz Josef Hitz mit seiner Frau Magdalena, geborene Spieler, das Lokal, 1836 sein Sohn Josef Anton Hitz mit seiner Frau Maria Josefa, ebenfalls geborene Spieler. Nach einem Großbrand 1871 wurde das Haus 1872 durch Zimmermeister Johann Georg Reichart wieder aufgebaut. 1886 übernahm Johann Hitz mit seiner Frau Maria Agathe, wieder eine geborene Spieler, den Weinwirt.

### Gasthof zum Hirschen  (1915–1980)
1915, während des Ersten Weltkriegs, übernahmen Tochter Maria Hitz und ihr Mann Georg Gut den Betrieb und benannten den Weinwirt in „Gasthof zum Hirschen“ um. 1916 wurde der landwirtschaftliche Betrieb eingestellt und nach und nach der Hirschen-Saal ausgebaut. Nach Kriegsende übernahmen Albert Hörmann und seine Frau Veronika, geborene Jäger den Gasthof.
Seit das frisch verheiratete Ehepaar Ludwig sen. (1901–1967) und Karoline „Lina“ Stöckeler, geborene Kolb (1907–1982), den Gasthof –  jetzt mit hauseigener Metzgerei – am 1. März 1932 wiedereröffneten, befindet sich der Betrieb in den Händen der Familie Stöckeler. Der gelernte Metzgermeister Ludwig sen. hatte den Betrieb unter Mitwirkung von Anton Zinth sen. (1880–1961), Besitzer der Post Brauerei Weiler in Weiler-Simmerberg, und dem Brautvater Benedikt Kolb kurz zuvor ersteigert. 1940 kam ein drittes Gästezimmer hinzu. Als Ludwig sen. 1941 zum Frontdienst eingezogen wurde, wurde der Gasthof von seiner Frau ohne Metzgerei weitergeführt. Nach Kriegsende besetzten Soldaten der französischen Besatzungsmacht marokkanischen Ursprungs für einige Monate das Haus. Ludwig sen. kehrte aus der US-amerikanischen Gefangenschaft in Remagen gesundheitlich arg angeschlagen zurück, erholte sich aber wieder. Tochter Anna Maria (* 1933) stieg nach dem Schulabschluss als 14-Jährige in den elterlichen Betrieb ein. 1948 wurde der Gasthof erstmals und 1957 ein zweites Mal erweitert. Ebenfalls 1957 wurde im ersten Stock der Musiksaal ausgebaut.
1962 übernahmen Anna Maria mit ihrem Mann Oskar „Ossi“ Alber (* 1935 in Schanzendorf, heute Tschechien), und ihr Bruder Ludwig Georg Stöckeler (1936–1997) den elterlichen Gastbetrieb. Sie firmierten als Gesellschaft bürgerlichen Rechts unter dem Namen Stöckeler–Alber GbR, Anna Maria führte den Metzgerladen. 1963 wurde das Schlachthaus ausgebaut. Mit der Heirat Ludwig Georg Stöckelers im Jahr 1964 stieg auch dessen Gemahlin Cölestine „Cilly“, geb. Heidegger (* 1939), in den Familienbetrieb mit ein. 1966 erfolgte der Umbau des Metzgerladens, 1971 der Anbau der Metzgerei mit Stallungen.

### Gasthaus zum Hirschen (seit 1981)
1981 stiegen Oskar und Anna Maria Alber aus gesundheitlichen Gründen aus dem Gasthofbetrieb aus. Die Metzgerei musste geschlossen werden und das Haus wurde durch den Architekten Erhard Seelos aus- und umgebaut. Der Betrieb wird seither als „Gasthaus zum Hirschen“ geführt. Am 1. Januar 1995 übernahm Markus Ludwig Stöckeler (* 1965), der ältere der beiden Söhne von Ludwig Georg und Cölestine Stöckeler die Gaststätte.